# Sesso in testa
Pour plus de détails, voir Fiche technique et Distribution.
Sesso in testa est une comédie érotique italienne réalisée par Sergio Ammirata (it) et Fernando Di Leo et sortie en 1974.

## Synopsis
Diana, étudiante en sociologie, passe son examen de fin d'études sur le thème de la prostitution. La salle de cours est remplie de curieux et le comité d'examen compte parmi ses membres un religieux. Ce qui attire les curieux dans la salle, c'est le fait que l'étudiante, pour bien se documenter sur le sujet de l'examen, a acquis une expérience directe de la prostitution, en travaillant comme prostituée pendant trois mois et en apprenant bien le comportement sexuel de l'Italien moyen.
L'étudiante raconte les épisodes pendant que le président dirige l'interrogatoire, en l'assaisonnant de plaisanteries sur la mentalité des Italiens à l'égard de la prostitution. Le troisième épisode a pour sujet initial une nonne prostituée. Il s'agit toutefois d'un malentendu, qui est dissipé dès que le prêtre commissaire se lève et exhorte l'étudiante à lui donner le nom et le prénom de la religieuse qu'elle a rencontrée, l'étudiante répondant qu'il s'agissait d'une prostituée déguisée en religieuse et non l'inverse.
Dans le dixième épisode, un député est surpris dans la chambre du protagoniste par sa femme qui, pour se venger, oblige le serveur, qui se prétend homosexuel, à avoir des rapports sexuels d'abord avec la fille, puis avec elle-même. Dans le onzième épisode, la fille a pour client un mafieux sicilien impuissant qui, pour faire croire à ses amis qu'il est viril, demande à la prostituée de simuler des cris de plaisir. Dans le quatorzième épisode, l'étudiante satisfait les fantasmes sexuels d'un homme mûr qui fait semblant de copuler avec sa fille qui a été surprise en train de se prostituer.

## Fiche technique
- Titre original italien : Sesso in testa[1]
- Réalisation : Sergio Ammirata (it), Fernando Di Leo
- Scenario : Marino Onorati (it)
- Photographie :	Franco Villa (it)
- Montage : Amedeo Giomini
- Musique : Roberto Pregadio
- Décors : Francesco Cuppini
- Costumes : Elisabetta Lo Cascio
- Production : Armando Novelli, Rodolfo Puttignani
- Société de production : Cineproduzioni Daunia 70
- Pays de production :  Italie
- Langue originale : italien
- Format : couleurs
- Durée : 90 minutes
- Genre : comédie érotique italienne
- Dates de sortie :
  - Italie : 11 juin 1974

## Distribution
- Pilar Velázquez : Diana, l'étudiante
- Didi Perego : femme du comité d'examen
- Mario Carotenuto : le client de Diana
- Tony Ucci : client de Diana
- Tino Scotti : client de Diana
- Ugo Fangareggi : client de Diana
- Oreste Lionello : Epifanio
- Gigi Ballista : client de Diana
- Gastone Pescucci : prêtre
- Lino Banfi : président de la commission d'enquête
- Aldo Giuffré : client de Diana
- Fernando Cerulli : fleuriste
- Gino Santercole : petit ami de Diana
- Jimmy il Fenomeno : fou
- Pino Lorin : étudiant du jury d'examen
- Franco Cremonini : Picciotto du patron